# The Undying Flame
The Undying Flame er en amerikansk stumfilm fra 1917 af Maurice Tourneur.

## Medvirkende
- Olga Petrova som prinsessen / Grace Leslie
- Edwin Mordant
- Herbert Evans
- Mahlon Hamilton som Paget
- Warren Cook som Leslie